# Église Saint-Martin de Bowness-on-Windermere
Pour les articles homonymes, voir Église Saint-Martin.
L'église Saint-Martin (anglais : St Martin's Church) se dresse au centre de la ville de Bowness-on-Windermere, Cumbria, Angleterre. C'est une église paroissiale anglicane dans le doyenné de Windermere, l'archidiaconé de Westmorland et Furness et le diocèse de Carlisle. L'église est enregistrée dans la liste du patrimoine national pour l'Angleterre en catégorie I. Son bénéfice est uni à celui de l'église Sainte-Anne, Ings ; Église St Cuthbert, Kentmere ; Église St James, Staveley ; Église de Jésus, Troutbeck et église St Mary, Windermere .

## Histoire
Une église est présente sur le site depuis au moins 1203. C'est à l'origine une chapelle pour l'église mère de Kendal, devenue une paroisse à part entière en 1348, date à laquelle le cimetière est consacré . L'église brûle en 1480, seuls le bénitier, la base de la tour et une porte survivent. Une nouvelle église est construite et consacrée en 1483. Parmi les bienfaiteurs se trouve un transporteur local nommé Bellman, qui aurait fourni le plomb pour le toit. L'église a à cette époque un plan simple, composé d'une nef à bas-côtés, et d'une tour ouest. Il contient des bancs de buis, un jubé, une chaire à trois étages et, en 1812, une galerie ouest. Sur les murs et les poutres du toit se trouvent des peintures murales et des textes bibliques peints .
En 1870, l'église est restaurée par les architectes Lancaster Paley et Austin. Les bienfaiteurs à cette époque comprennent l'industriel et homme politique local Henry Schneider (en). Paley et Austin agrandissent le chœur, surélèvent la tour, à laquelle ils ajoutent un toit en bâtière, et remplacent les sièges . Lors de la restauration, des inscriptions peintes recouvertes de badigeon sont redécouvertes. À cette époque, des peintures murales sont peintes sur les murs par Henry Hughes de Londres, qui restaure également la fenêtre est . En 1911, une sacristie est ajoutée au nord-est, conçue par W. L Dolman. Elle est transformée en chapelle commémorative en 1922 par Dolman pour commémorer les 71 hommes de la paroisse qui sont morts pendant la Première Guerre mondiale et comme action de grâce pour ceux qui sont revenus. La collecte de fonds pour cela est dirigée par Sir William Forwood ,. Plus tard dans le XXe siècle, les bancs sont retirés de l'arrière de l'église pour en faire un espace social, et la sacristie du chœur est transformée en une aile pour enfants. Au tournant du millénaire, un écran de verre est inséré dans l'arc de la tour, créant la salle de la tour .

## Architecture

### Extérieur
St Martin est construite en moellons d'ardoise avec des pansements en grès. Il est couvert de plomb. Son plan se compose d'une nef et d'un chœur à claire-voie, de bas-côtés nord et sud sur toute la longueur de l'édifice, d'un porche sud, d'une chapelle nord-est et d'une tour ouest .

### Intérieur
Hyde et Pevsner, dans la série Buildings of England, décrivent l'intérieur de l'église comme étant « un spectacle étrange », car il est entièrement construit en gravats épais et peints en blanc. Les piliers ont une section transversale carrée, sont chanfreinés et sont « nettement effilés ». Le bénitier, survivant de l'église d'origine, est en grès. Il se compose d'une petite vasque octogonale dont les angles sont sculptés de têtes. Cela date peut-être du XIIe siècle, mais sa tige et sa base sont postérieures . A la base de la tour se trouve une statue en bois de Saint Martin et d'un mendiant, datant du XVIIe siècle. Le retable date de 1870, est en marbre et contient des mosaïques représentant les symboles des quatre évangélistes et de la passion . Devant le pupitre se trouve une vitrine réalisée par Arthur Simpson en 1907 à la mémoire de l'artiste Dan Gibson. Il contient des livres, dont un exemplaire de la Bible Breeches et deux Bibles enchaînées du XVIe siècle ,. Tous les meubles de la chapelle nord-est sont conçus par Dolman . Dans la sacristie/bureau sud-est se trouve un mémorial dédié à Richard Watson, évêque de Llandaff, décédé en 1816, par John Flaxman. Sur le mur sud de l'église se trouve un mémorial mural daté de 1631 . L'un des monuments commémoratifs est dédié aux membres de la famille Fleming .
La fenêtre est contient des vitraux de plusieurs époques. La pièce la plus ancienne daterait de 1260 . Une grande partie du reste date des années 1460. Les trois fenêtres centrales représentent la Crucifixion, et celle-ci est flanquée de fenêtres contenant des saints. En dessous se trouvent des personnages agenouillés qui comprennent des bienfaiteurs, des chanoines augustins et le prieur du prieuré de Cartmel. On pense que ces pièces ont été transférées du prieuré. Lors de la restauration de 1870 par Henry Hughes, de nouvelles pièces de verre sont ajoutées, chacune portant les initiales "HH". L'une des caractéristiques les plus anciennes de la fenêtre, en haut, est le blason de George Washington, dont l'ancêtre, John Wessington, possédait des terres à proximité de Warton. Dans l'allée nord se trouve la fenêtre Carriers Arms. Elle incorpore des morceaux de verre antique représentant les emblèmes d'un transporteur et commémore le transporteur Bellman qui a fourni le plomb pour le toit ,. Ailleurs, il y a des vitraux de Ward et Hughes de 1881, et de Powell's et de A. K Nicholson, tous deux datés de 1915. Le vitrail de la chapelle nord-est, datant des années 1920, est de Shrigley et Hunt .
Sur les murs de la nef et sur les poutres se trouvent des inscriptions. Dans les écoinçons des arcs se trouvent des textes catéchétiques qui proviendraient d'un livre de Robert Openshawe publié en 1590. Sur une arche faisant face au pupitre se trouve un poème d'action de grâce daté de 1629 pour la délivrance à la suite du complot des poudres à canon. Ailleurs, il y a des textes bibliques. Dans le chœur et la nef se trouvent des peintures murales à la détrempe et à l'huile d'Henry Hughes. L'écran de la sacristie / bureau sud-est a été déplacé ici de l'église St John, Windermere, lors de sa fermeture en 1995. Il est conçu par Dan Gibson et sculpté par le vicaire et les paroissiens de St. John's. Il est de style Arts and Crafts et contient des panneaux ajourés. L'écran de la voûte de la tour, datant de 2000, est constitué de panneaux de verre gravé reposant sur un socle en bois et verre. Les gravures sont exécutées par Sally Scott et représentent des anges et de la musique ,. L'orgue à trois claviers est construit en 1922 par Jardine and Company, et reconstruit en 1964 par J. H Cowan de Liverpool. Il est restauré en 1999 . Il y a un anneau de huit cloches, toutes coulées en 1872 par John Warner and Sons.
L'intérieur abrite également plusieurs livres historiques datant des XVIe et XVIIe siècles qui sont exposés.

## Caractéristiques externes
Dans le cimetière se trouve un tombeau avec une pierre tombale datée de 1822 inscrite à la mémoire d'un esclave affranchi nommé Rasselas Belfield, qui est décrit comme « Un natif d'Abyssinie ». On pense qu'il a été valet de chambre chez Peter Taylor de la maison Belfield. La tombe est classée au grade II. Contre le mur du bas-côté sud se trouve une dalle de marbre blanc veiné de John Bolton, un marchand d'esclaves et propriétaire de plantation décédé en 1837. Également dans le cimetière se trouve un mémorial de guerre sud-africain daté de 1903 .